# Шокало Олександр Андрійович

Шокало Олександр Андрійович веде Другий з'їзд Міжнародної громадської організації українців «Четверта Хвиля», 2011 р.

Шокало Олександр Андрійович (*13 січня 1949 р., с. Гнідинці Варвинського району Чернігівської області) — есеїст, культурософ, сходознавець, перекладач, публіцист, громадський діяч, член Національної спілки письменників України (з 1979). Засновник і головний редактор науково-популярного журналу універсального змісту «Український Світ» (з 1991) та видавництва «Орій» (1992-1993).

## Біографія
Закінчив Київський університет ім. Т. Шевченка (україністика), Самаркандський університет ім. А. Навої (іраністика й тюркологія), аспірантуру при Інституті літератури НАН України (шевченкознавство). Працював у видавництвах «Дніпро» та «Орій», у Товаристві «Україна-Світ», у Держкомінформполітики, в Апараті Верховної Ради України, в Національному інституті стратегічних досліджень, в Укрінформі; далі працює головним редактором журналу «Український Світ». 
Засновник і голова Всеукраїнської громадської організації Українська Взаємодопомога (з 2003), співзасновник і перший голова Міжнародної громадської організації українців Четверта Хвиля (з 2006).

## Творчий доробок
Олександр Андрійович автор близько п'ятисот есеїв, культурософських, українознавчих, сходознавчих, літературознавчих, історіософських праць, публіцистичних статей, перекладів зі східних мов. Частину творів опубліковано англійською, білоруською, литовською, німецькою, російською, таджицькою, турецькою мовами.
- Упорядник, автор передмов і перекладач з мови ориґіналу збірників таджицьких (1977) та перських (1984) прислів'їв і приказок, упорядник, автор супровідних статей і співперекладач з таджицької збірника повістей «Перевал» У. Кугзода (1985), роману «Вороння живуче» Дж. Ікрамі (1987), збірки «Поезії» А. Лагуті (1990), збірника творів молодих таджицьких письменників «Проліски Паміру» (1988), збірника «Таджицькі народні казки» (1989); з татарської — збірок «Поезії» (1986) та "Люби життя (1988) Г. Тукая. О. Шокало переклав з таджицької роман «Вода — на добро» М. Ходжаєва (1979), повість і роман «На тім світі. Наріжна палата» (1982; роман «Наріжна палата» переклав також російською — видання 1988, 1989 рр.) та оповідання «Джага» (1990) Ф. Мугамадієва, оповідання й повість «Стара школа. Ятим» С. Айні (1985), а також уміщені в збірниках та періодиці уривки з «Весняного квітника» Джамі, вірші й оповідання сучасних іранських, таджицьких, кумицьких, узбецьких, туркменських, грузинських письменників (Бегар, Шагрійор, У. Кугзод, Ф. Мугамадієв, С. Турсун, С. Улуг-зода, Багманйор, Дж. Акобіров, Б. Магометов, Дж. Абдулаханов, А. Хаїдов, Н. Байрамов, Н. Сариханов, Н. Шатаїдзе).
- Редактор і видавець у видавництві «Орій» (Серія «Спадок») раритетів: «Дмитро Чижевський. Нариси з історії філософії на Україні» (1992), «Дмитро Багалій. Український мандрований філософ Григорій Сковорода» (1992).
- Редактор, співперекладач і видавець зібрання рукописної спадщини «Памфіл Юркевич. Історія філософії права. Філософія права. Філософський щоденник». К.: Редакція журналу «Український Світ», 1999 (2000, 2001). – 756 с.: портр. ISBN 966-7586-00-6
- Ініціатор видання, автор концепції, упорядник, головний редактор і автор окремих статей меморіального альманаху «Видатні діячі України минулих століть» (2001).
- Упорядник, автор передмови, перекладу, приміток зібрання раритетних творів  «Пантелеймон Куліш. Моє життя (Повість про Український народ. Моє життя. Хутірська філософія і віддалена од світу поезія)». К.: Редакція журналу «Український Світ», 2005. – 384 с.: портр., іл. ISBN 966-7586-09-Х
- Співукладач, співавтор передмови й автор біографічних довідок видання «Українська державницька ідея. Антологія політичного традиціоналізму». К.: МАУП, 2007. – 520 с.: портр. ISBN 966-608-573-9
- Редактор-упорядник видання: «Павло Муравський. Чистота співу – чистота життя». К.: Видавничий центр «Просвіта», 2012. – 832 с.ISBN 978-966-2133-87-5
- Редактор-упорядник видання: «Павло Муравський. Моя хорова школа. Методика акапельного хорового співу». До 100-річчя від народження й 80-річчя мистецько-педагогічної діяльності. К.: Видавничий центр «Просвіта», 2014, 2017. – 384 с.: фото. ISBN 978-617-7201-06-8
- Автор ідеї видання, автор вступної статті й відповідальний редактор зібрання: «Тарас Шевченко. Пісенний «Кобзар». Хорова Шевченкіана. Зібрання хорових творів у семи томах". Укладач П. І. Муравський. Твори a cappella. Тт. 1, 2, 3. К.: Видавничий центр «Просвіта», 2014, 2015, 2016. – 240, 240, 280 с.: фото.(Видання друге, доповнене – 2017: 256, 244, 280).  ISBN 978-617-7201-09-9
- Автор культурософських досліджень про С. Оріховського, Ю. Немирича, Г. Сковороду, М. Гоголя, Т. Шевченка, П. Куліша, О. Бодянського, К. Ушинського, П. Юркевича, І. Франка, С. Томашівського, М. Слабченка, Г. Вороного, П. Кропоткіна, А. Кримського, Й. Ґете, Гафіза, Дж. Румі, Конфуція, І. Канта, М. Бердяєва, Ф. Гюлена й ін.
- За його сценаріями та участю створено науково-популярні й художньо-документальні фільми про феномени Сіверії: «Чорна Рада» (1994), «Густиня» та «Подорож у втрачене минуле» (1995), «Невгамовний Пантелеймон» (2006).
- Ініціатор започаткування, автор назв і концепцій, організатор проведення: Фестивалю мистецтв українського зарубіжжя «Український спів у світі» (1999, 2001) та Міжнародного культурно-суспільного проекту Естафета культур європейських народів «Серце Європи» (2008).

## Нагороди
- Нагороджений медаллю PRO-ARTE Ґільдії митців Німеччини (1994) за заслуги в розвитку взаєморозуміння між народами на основі культур, зокрема за концепцію журналу «Український Світ».
- Лауреат Всеукраїнської премії імені Бориса Грінченка (2010).